# (34950) 4188 T-1
4188 T-1 (asteroide 34950) é um asteroide da cintura principal. Possui uma excentricidade de 0.07849050 e uma inclinação de 2.21100º.
Este asteroide foi descoberto no dia 26 de março de 1971 por Cornelis Johannes van Houten e Ingrid van Houten-Groeneveld e Tom Gehrels em Palomar.